# Klein Ellguth

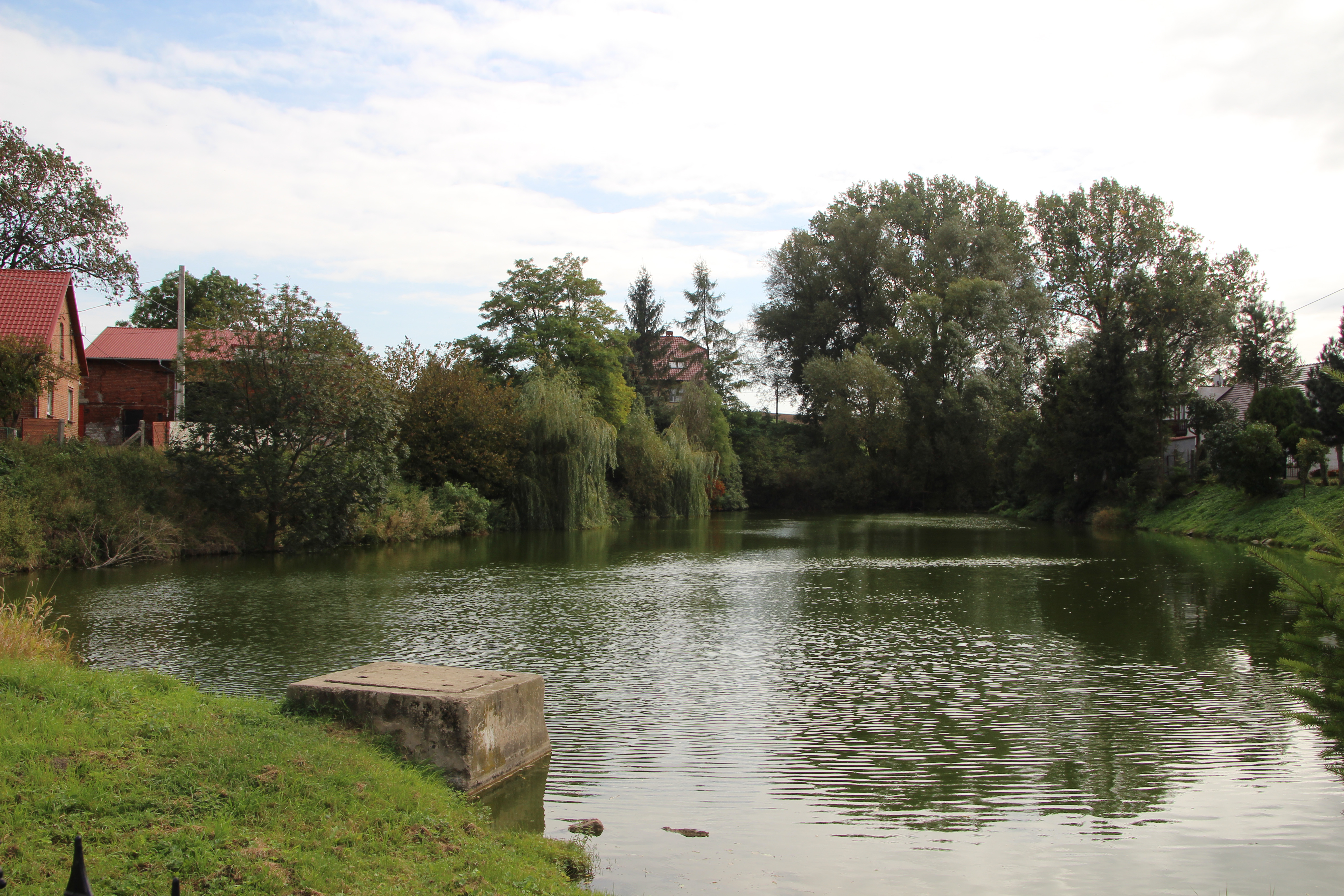
Teich im Ort

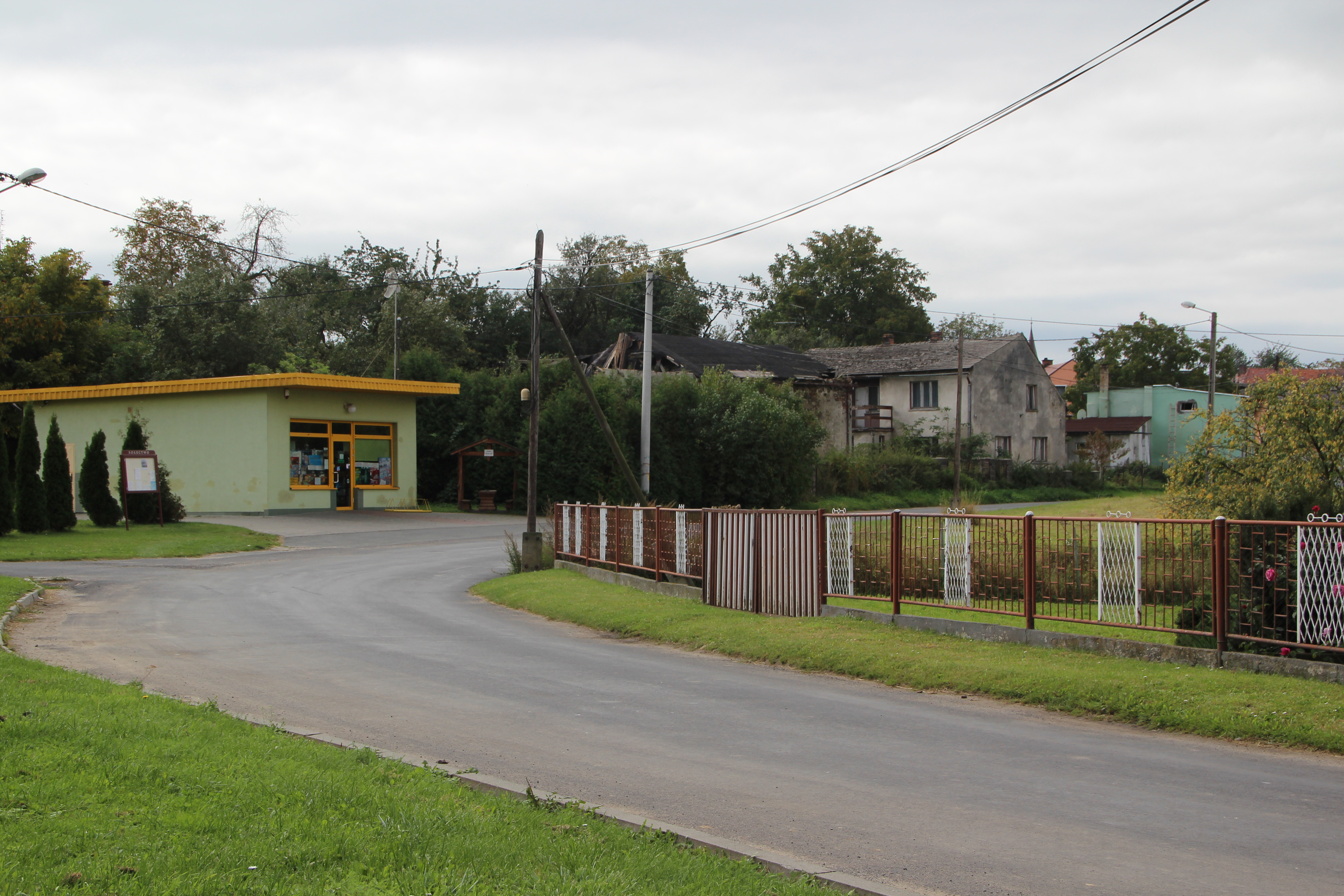
Ortsbild

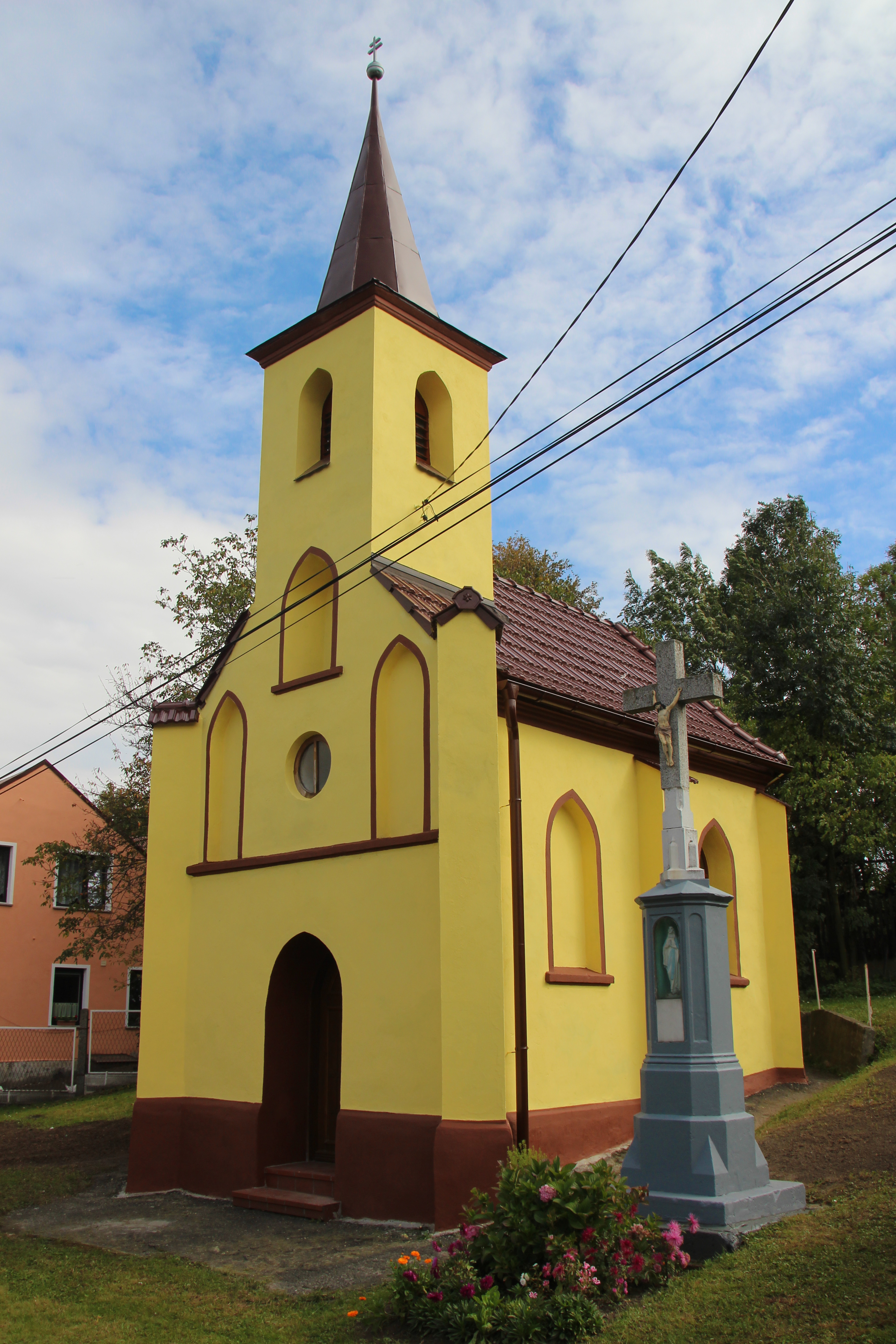
Kapelle

Klein Ellguth, polnisch: Ligota Mała ist eine Ortschaft in Oberschlesien. Sie liegt in der Gemeinde Groß Neukirch im Powiat Kędzierzyńsko-Kozielski (Landkreis Kandrzin-Cosel) in der Woiwodschaft Oppeln.

## Geografie
Klein Ellguth liegt rund drei Kilometer westlich vom Gemeindesitz Groß Neukirch, 15 Kilometer südwestlich von der Kreisstadt Kędzierzyn-Koźle (Kandrzin-Cosel) und 50 Kilometer südlich von der Woiwodschaftshauptstadt Oppeln.

## Geschichte
Der Ort entstand spätestens im 15. Jahrhundert und wurde 1435 erstmals urkundlich erwähnt. Der Ort hieß anfangs Malgota und wurde nach deutschem Recht gegründet.
Der Ort wurde 1783 im Buch Beyträge zur Beschreibung von Schlesien als Klein Elgut erwähnt, lag im Landkreis Cosel und bestand aus zwei Teilen. Der eine Teil gehörte einem Herrn von Spanner und hatte 60 Einwohner, ein Vorwerk, einen Bauern, vier Gärtner und fünf Häusler. Der andere Teil hatte 54 Einwohner, sieben Bauern und vier Häusler. 1865 bestand Klein Ellguth aus einem Rittergut und einem Dorf. Das Rittergut besaß eine Brennerei. Zu diesem Zeitpunkt hatte das Dorf sieben Bauern, fünf Gärtnerstellen und 19 Häuslerstellen. Die Kirche und die Schule befanden sich in Neukirch.
Bei der Volksabstimmung in Oberschlesien am 20. März 1921 stimmten im Ort 133 Wahlberechtigte für einen Verbleib Oberschlesiens bei Deutschland und 48 für eine Zugehörigkeit zu Polen. Klein Ellguth verblieb nach der Teilung Oberschlesiens beim Deutschen Reich. Bis 1945 befand sich der Ort im Landkreis Cosel.
1945 kam der bis dahin deutsche Ort unter polnische Verwaltung und wurde anschließend der Woiwodschaft Schlesien angeschlossen und ins polnische Ligota Mała umbenannt. Der Landkreis Cosel wurde in Powiat Kozielski umbenannt. 1950 kam der Ort zur Woiwodschaft Oppeln. 1975 wurde der Powiat Kozielski aufgelöst. 1999 kam der Ort zum neugegründeten Powiat Kędzierzyńsko-Kozielski. Am 29. April 2011 erhielt der Ort zusätzlich den amtlichen deutschen Ortsnamen Klein Ellguth.

## Persönlichkeiten
- Raphael Schwarz (1907–1943), deutscher römisch-katholischer Ordensmann, Missionar und Märtyrer

## Sehenswürdigkeiten
- Kapelle
- Bildstöcke
- Wegkreuze